# IC 201
IC 201 ist eine Balken-Spiralgalaxie vom Hubble-Typ SBab im Sternbild Walfisch am Nordsternhimmel. Sie ist schätzungsweise 466 Millionen Lichtjahre von der Milchstraße entfernt und hat einen Durchmesser von etwa 80.000 Lj.

Im selben Himmelsareal befinden sich u. a. die Galaxien IC 199, IC 202, IC 203.
Das Objekt wurde am  5. Dezember 1893 vom französischen Astronomen Stéphane Javelle entdeckt.